# Honoraciano (cônsul em 260)
Honoraciano (em latim: Honoratianus) foi um oficial romano do século III, ativo no reinado do imperador gaulês Póstumo (r. 260–269). Pouco se sabe sobre ele, exceto que serviu como cônsul posterior com Póstumo na Gália. Seu consulado, porém, não foi aceito fora dos territórios sob jurisdição de seu colega consular.